# Madrid de la Quinta del Buitre
O Madrid de la Quinta del Buitre, ou simplesmente La Quinta del Buitre, foi uma geração de futebolistas espanhóis surgidos das categorias de base do Real Madrid Club de Fútbol que conseguiram múltiplos sucessos desportivos durante na Década de 1980 e 1990.
O nome faz referência ao apelido do jogador mais reconhecido e carismático do grupo, Emilio Butragueño, o Buitre. Os outros quatro membros eram Miguel Pardeza, Manolo Sanchís, Míchel González e Rafael Martín Vázquez. A geração possui o recorde de maior quantidade de partidas invitas como local no mundo, com 121 partidos junto com o resto de integrantes da equipe daquela época tendo seu maior apogeo nos últimos anos da década dos oitenta.
Entre os títulos conseguidos pela geração desde que da estreia ate o fim da era, conseguiram conquistar um total de dezesseis títulos entre duas Liga Europa da UEFA, seis La Liga —cinco delas de maneira consecutiva—, três Copa del Rey, quatro Supercopa da Espanha e uma La Liga. Posteriormente, Sanchís, como único integrante da geração conquistou outros seis títulos entre os que destacaram duas Liga dos Campeões da UEFA.
Quanto ao rendimento individual, dois foram os mais destacados, Butragueño conquistou duas vezes o Troféu Bravo, como melhor jogador europeu menor de 21 anos, além de duas Ballon d'Or, uma Bota de Prata ao máximo goleador do Copa do Mundo FIFA de 1986 e um Troféu Pichichi ao máximo goleador da La Liga, enquanto Míchel conseguiu uma Bota de Bronze ao máximo goleador do Copa do Mundo FIFA de 1990.

## História

### Formação
Foi o jornalista Julio César Iglesias o primeiro em usar o apelativo, num artigo publicado pelo diário El País o 14 de novembro de 1983 titulado «Amancio e a quinta do Buitre». Nele, Iglesias falava de um grupo de cinco futebolistas que por então destacavam no Real Madrid Castilla Club de Fútbol —filial do Real Madri C. F.—, e que essa temporada se proclamou campeão da Segunda Divisão Espanhola sendo o primeiro e único filial da história a conseguir.
Sanchís e Martín Vázquez foram os primeiros em debutar no primeiro modelo em Primeira Divisão, dando-lhes a oportunidade o então técnico Alfredo Di Stéfano. Foi em Múrcia, o 4 de dezembro de 1983. Apesar de seus 18 anos, ambos tiveram uma atuação destacada, e Sanchís inclusive marcou o gol da vitória. Uns dias depois, o 31 de dezembro de 1983, Pardeza disputou sete minutos com a primeira equipe ante o Reial Club Deportiu Espanyol de Barcelona.Era o único integrante da Quinta nascido fora de Madrid não teve a continuidade de Sanchís e Martín Vázquez, e completou a maior parte da temporada no filial.
Meses depois, o 5 de fevereiro de 1984, estreia Emilio Butragueño em Cádis. O Buitre saltou ao terreno de jogo quando sua equipe perdia 2-0 em frente ao Cádiz Clube de Futebol e revolucionou o partido com dois gols e uma assistência que culminaram a remontada madridista.
José Miguel González Míchel, foi o único que disputou toda a temporada 1983/84 no Castilla C. F., e não lhe chegou a oportunidade de debutar na primeira equipe até o 2 de setembro de 1984, coincidindo com a primeira jornada da seguinte temporada.
Enquanto Butragueño, Sanchís, Martín Vázquez e Míchel consolidaram-se na primeira equipe, Pardeza militou no Castilla durante toda a temporada 1984/85 e a 1985/86 foi cedido ao Real Zaragoza. Um ano depois voltou à disciplina madridista, mas em 1987 desvinculou-se definitivamente do clube branco para regressar a Zaragoza.

### Trajectória
Os outros quatro integrantes da Quinta do Buitre converteram ao clube num das melhores equipes de Espanha e Europa durante a segunda metade dos anos 1980. Conquistaram, entre outros títulos, cinco La Liga consecutivos (1986 a 1990), uma Copa de une-a (1985) e duas Liga Europa da UEFA (1985 e 1986). Seus registros só se viram empanados por não conseguir ganhar a Liga dos Campeões da UEFA, apesar de conseguir históricas remontadas em seus partidos europeus e atingir as semifinais no ano 1988, onde cairia em frente ao PSV Eindhoven, futuro campeão daquela edição. Ao ano seguinte, cairia em semifinais de novo, ante o AC Milan de Arrigo Sacchi, que se consagrava como lhe melhor equipe do mundo. O título resistia-se-lhe ao clube desde fazia já vinte e três anos.
O verão de 1990 Rafael Martín Vázquez marchou a Itália para jogar no Torino Football Club durante duas temporadas. Na 1991-92, o destino  era o Real Madri com o clube italiano para disputar as semifinais da Copa da UEFA 1991-92 onde os transalpinos eliminariam ao clube espanhol. Regressou ao Madri em 1992 e celebrou uma Copa do Rei e uma Une dantes de deixar definitivamente o clube três anos depois para fichar pelo Real Club Deportivo de La Coruña. Esse mesmo verão de 1995 Butragueño também deixou o clube madridista e um ano mais tarde o fez Míchel. Ambos se foram jogar ao Atlético Celaya em México, onde se retiraram pouco depois.

## Trajetória dos integrantes

### Estreia com a equipe Principal
| Jogador                | Data                   | Rival             | Gols |
| ---------------------- | ---------------------- | ----------------- | ---- |
| Miguel González Míchel | 11 de maio de 1982     | C. D. Castellón   | 1    |
| Manuel Sanchís         | 4 de dezembro de 1983  | Real Múrcia C. F. | 1    |
| Rafael Martín Vázquez  | 4 de dezembro de 1983  | Real Múrcia C. F. | 0    |
| Miguel Pardeza         | 31 de dezembro de 1983 | R. C. D. Espanhol | 0    |
| Emilio Butragueño      | 5 de fevereiro de 1984 | Cádiz C. F.       | 2    |